# Бхангура
Бхангура (бенг. ভাঙ্গুড়া, англ. Bhangura) — город и муниципалитет на северо-западе Бангладеш, административный центр одноимённого подокруга. Площадь города равна 21,45 км². По данным переписи 2001 года, в городе проживало 15 241 человек, из которых мужчины составляли 50,57 %, женщины — соответственно 49,43 %. Уровень грамотности населения составлял 33,5 % (при среднем по Бангладеш показателе 43,1 %). 